# Spiran (roman)

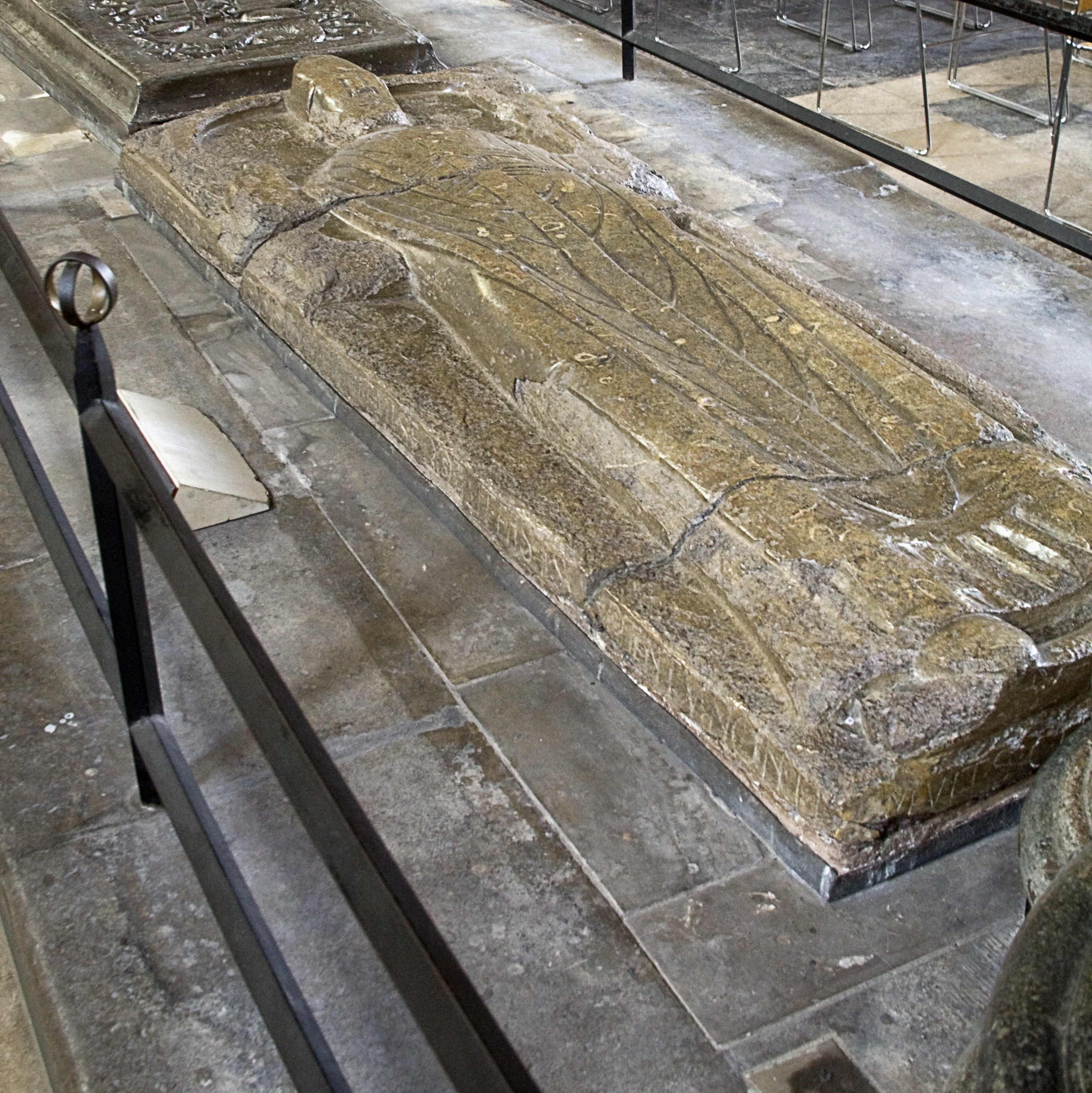
Grav i Katedralen i Salisbury som enligt traditionen anses tillhöra den anglo-normandiska katolska ledaren Josceline de Bohon.

Spiran (engelska: The Spire) är en roman från 1964 av den engelske författaren William Golding. På svenska kom en översättning 1965 av Sonja Bergvall utgiven av Bonnier förlag. Romanen använder sig av den inre monologen som berättarteknik.

## Handling
Domprosten Jocelin har fått en vision om att bygga en hög tornspira till domkyrkan som han bestämmer över, och trots att han blir varnad av många, byggmästaren Roger Mason inkluderad, att projektet är dömt att misslyckas, så fortsätter han att driva sin vilja igenom.

## Bakgrund
Historien är löst baserad på Katedralen i Salisbury i England där den anglo-normandiska katolska ledaren Josceline de Bohons (c. 1111–1184) grav är belägen.